# Jafar Salmasi
Mohammad Jafar Salmasi (persiska: محمد جعفر سلماسی), född 22 september 1918 i Kazimain i Bagdad, död 31 januari 2000 i Teheran, var en iransk tyngdlyftare. Han vann en bronsmedalj vid olympiska sommarspelen 1948 i 60-kilosklassen. Salmasi tog också en guldmedalj vid asiatiska spelen 1951.